# Miguel Krigsner
Miguel Gellert Krigsner (La Paz, Bolivia, 9 de enero de 1950) es un empresario boliviano-brasileño, de origen judío, fundador y dueño de la red O boticário.
Hijo del polaco Jacob y de la alemana Anneliese Krigsner, Miguel Krigsner emigró con su familia a Brasil a la edad de once años, estableciéndose en Curitiba, Paraná. Se formó en Bioquímica y Farmacia en la Universidad Federal de Paraná (UFPR) en 1975. Dos años después abrió una pequeña empresa que vendría a hacerse líder en el sector de farmacías y perfumería en Brasil, la red O boticário.
Concibió el Museo del Holocausto de Curitiba, inaugurado en 2011 en la capital paranaense.
En 2014 ingresó a la lista de la Revista Forbes como el más nuevo billonario brasileño, con una fortuna estimada en 2,7 mil millones de dólares estadounidenses.